# Liuboml
Liuboml (em ucraniano:  Любомль, transl. Ljuboml’; em russo:  Любомль, polonês e em alemão:  Luboml, em iídiche:  ליבעוונע Libevne) é uma cidade da Ucrânia, situada no Oblast de Volínia. Tem 11,986 km² de área e sua população em 2020 foi estimada em 10.425 habitantes.